# 捜索救難

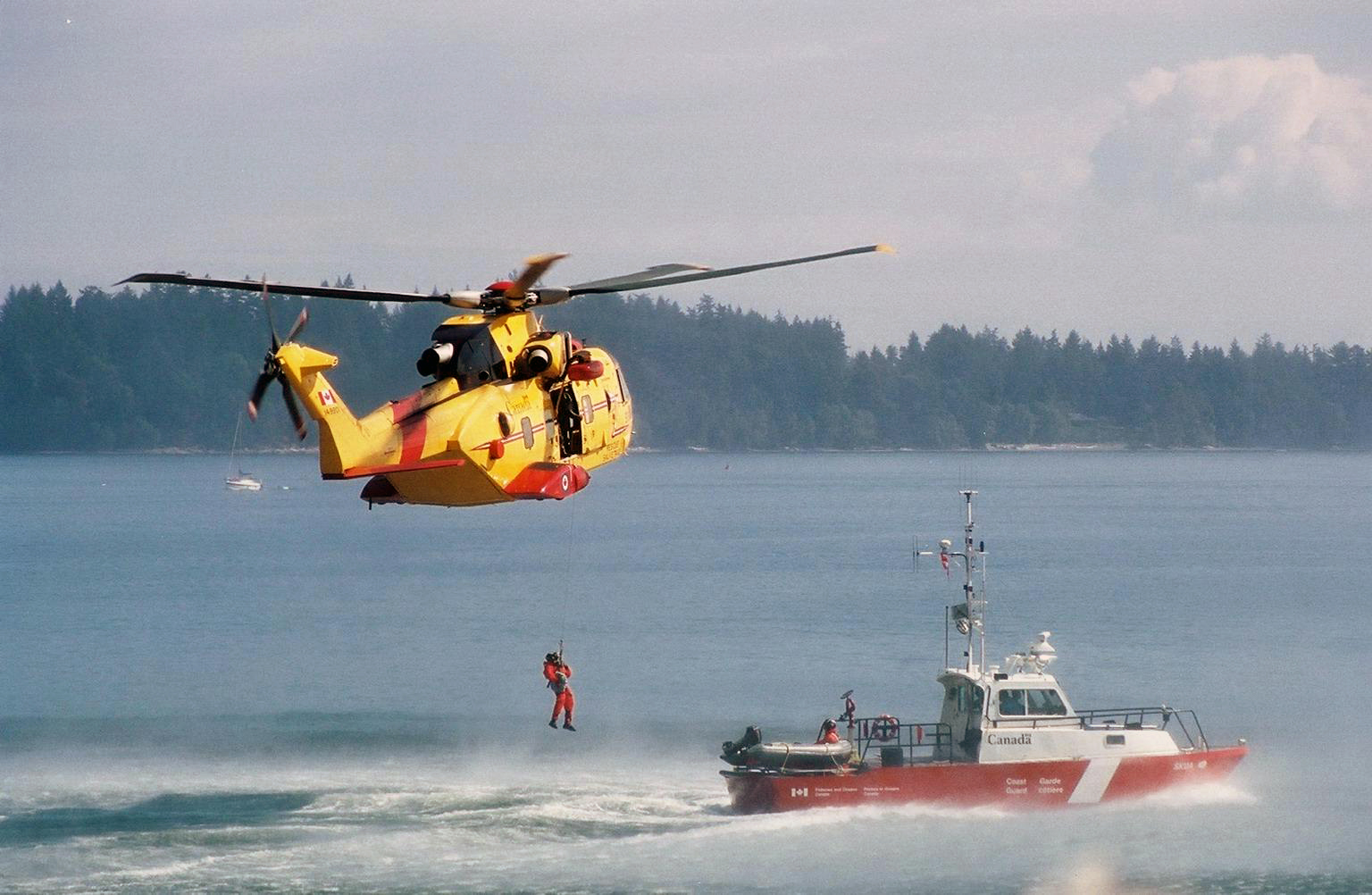
捜索救難を行うカナダ空軍のCH-149

捜索救難（そうさくきゅうなん、英語: Search and Rescue:SAR）とは、危機的状況にある人物を捜索して救い出すことである。

## 歴史
世界初の捜索救難は1656年にオランダの商船 Vergulde Draeck がオーストラリアで座礁したのに端を発する。

## 捜索救難の種類

### 山岳救助

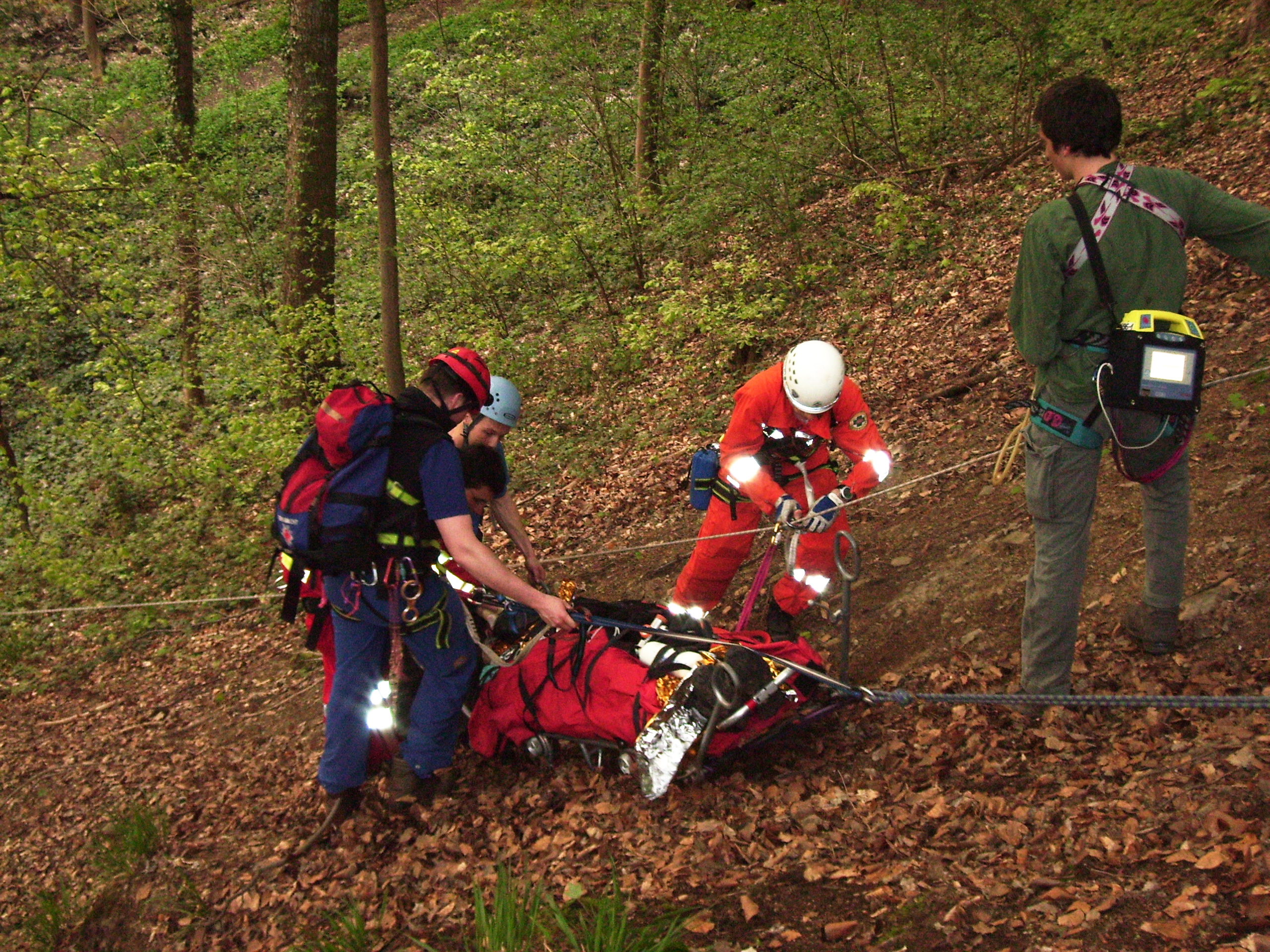
救助ロープ訓練

山岳救助は山岳地帯や砂漠や森林に特化した捜索救難運用が行われる。
日本においては、主に消防の山岳救助隊や警察の山岳警備隊、地元山岳会や民間の救助隊が山岳救助の任務を行う。また、これらの救助隊では救出が困難な場合や二重遭難などで、航空機による救助が必要な場合は、航空自衛隊の救難隊（航空救難団）が災害派遣要請などにより出動する。

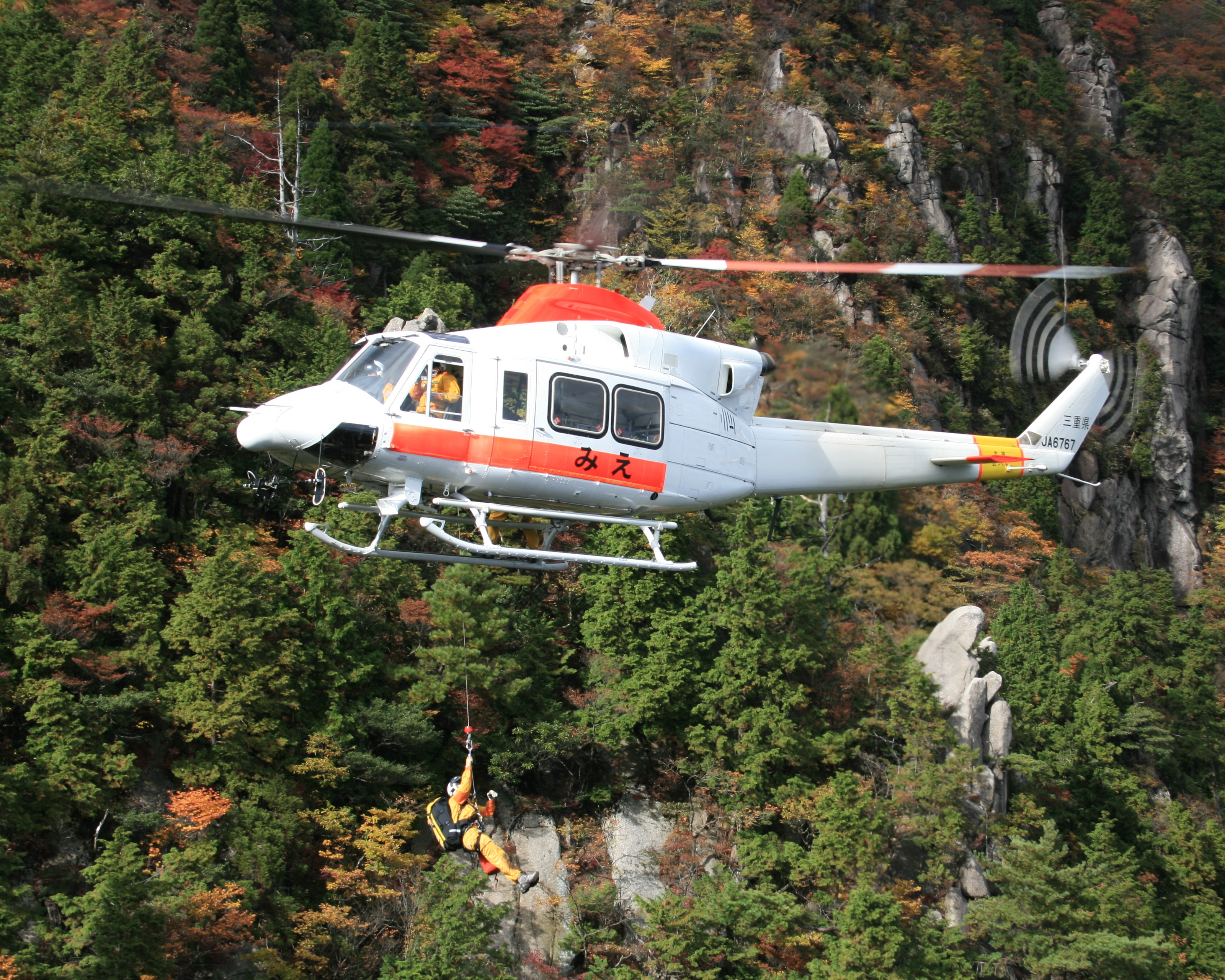
御在所岳で滑落した山岳遭難者を救出する三重県の消防防災ヘリコプター
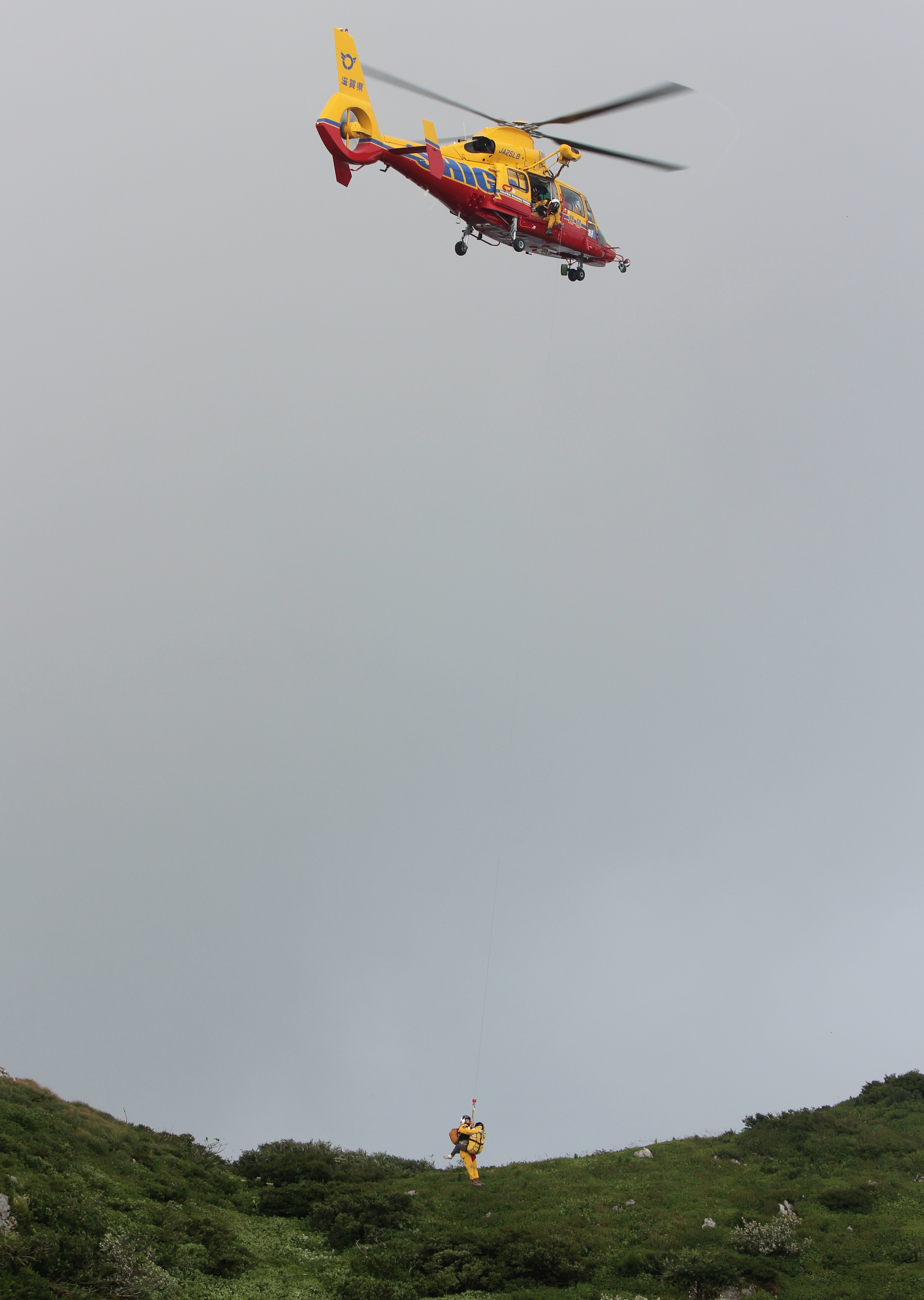
山岳遭難者を救出する滋賀県の消防防災ヘリコプター
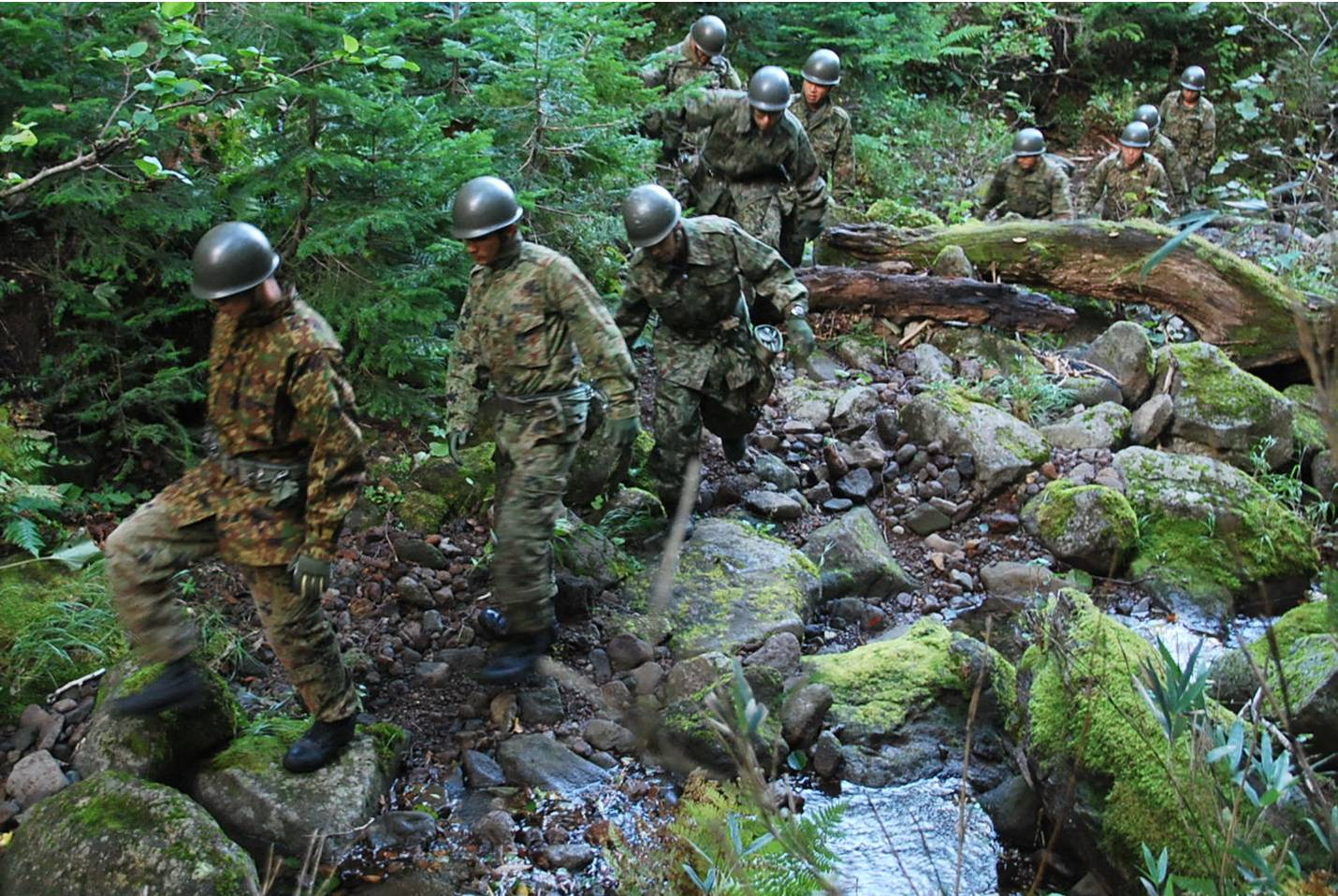
行方不明者の捜索を行う陸上自衛隊

### 都市における捜索救難
災害などが発生した場合、都市部においても捜索救難が行われる。一般的な事態に対しては警察や消防組織（日本においては、主に消防の特別救助隊や特別高度救助隊、いわゆるレスキュー隊）が対処するが、大規模災害が発生した場合は軍隊が投入されることもある（日本の場合、自衛隊の災害派遣がこれに相当する）。

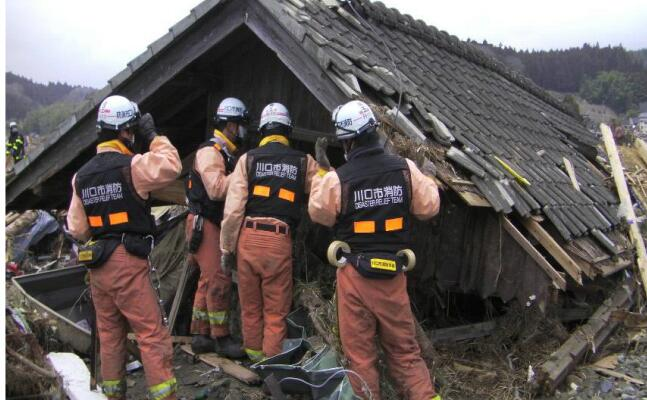
東日本大震災被災地で活動する川口市消防局の特別救助隊
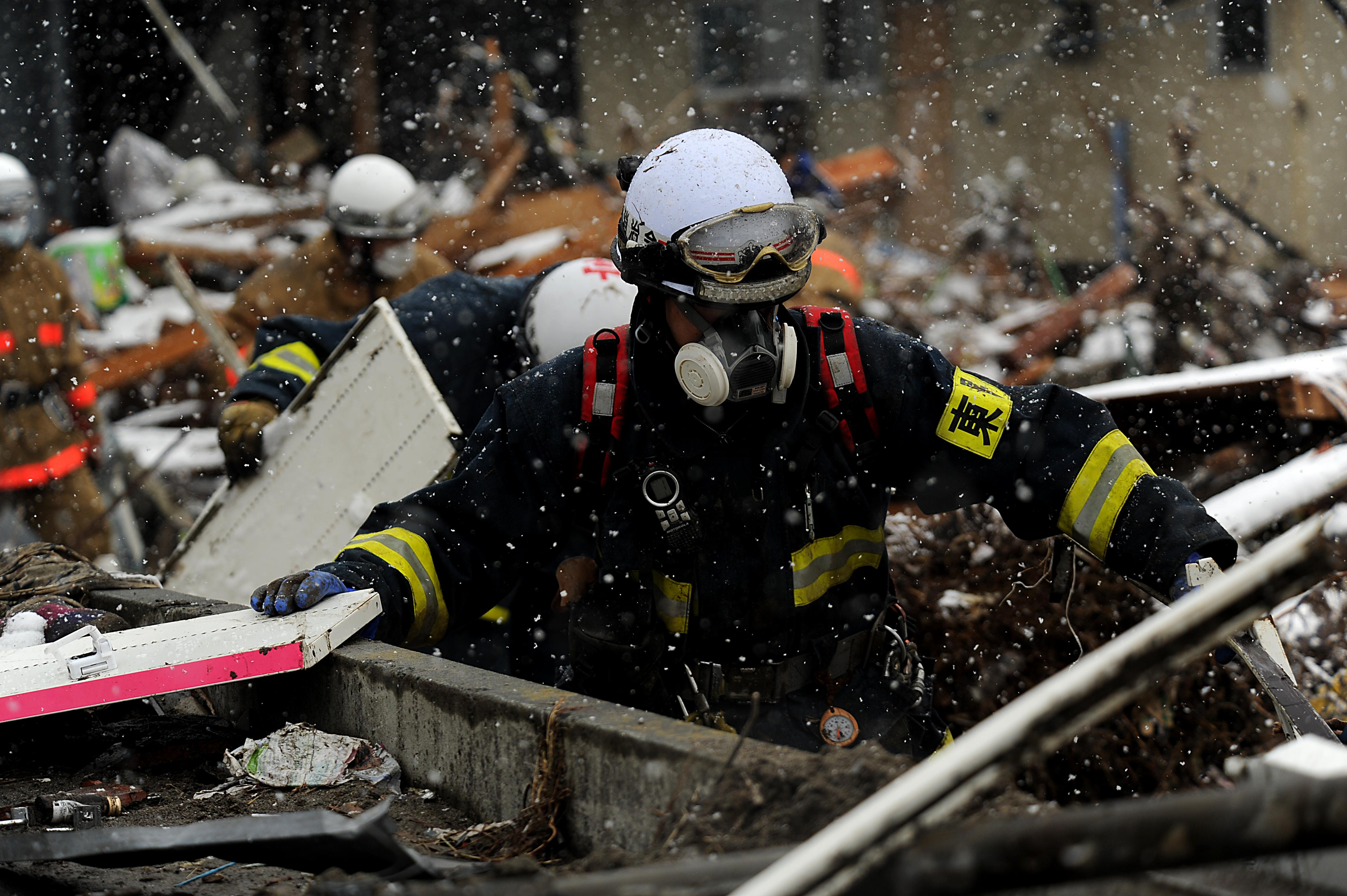
東日本大震災被災地で活動する緊急消防援助隊愛媛県隊
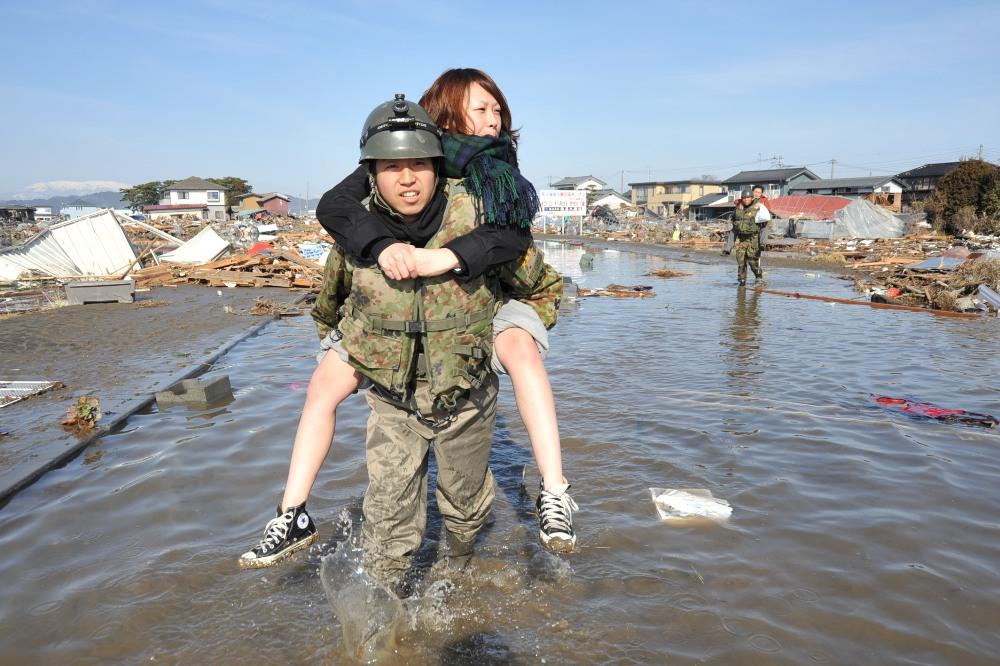
東日本大震災被災地で被災者を背負って移動する自衛官
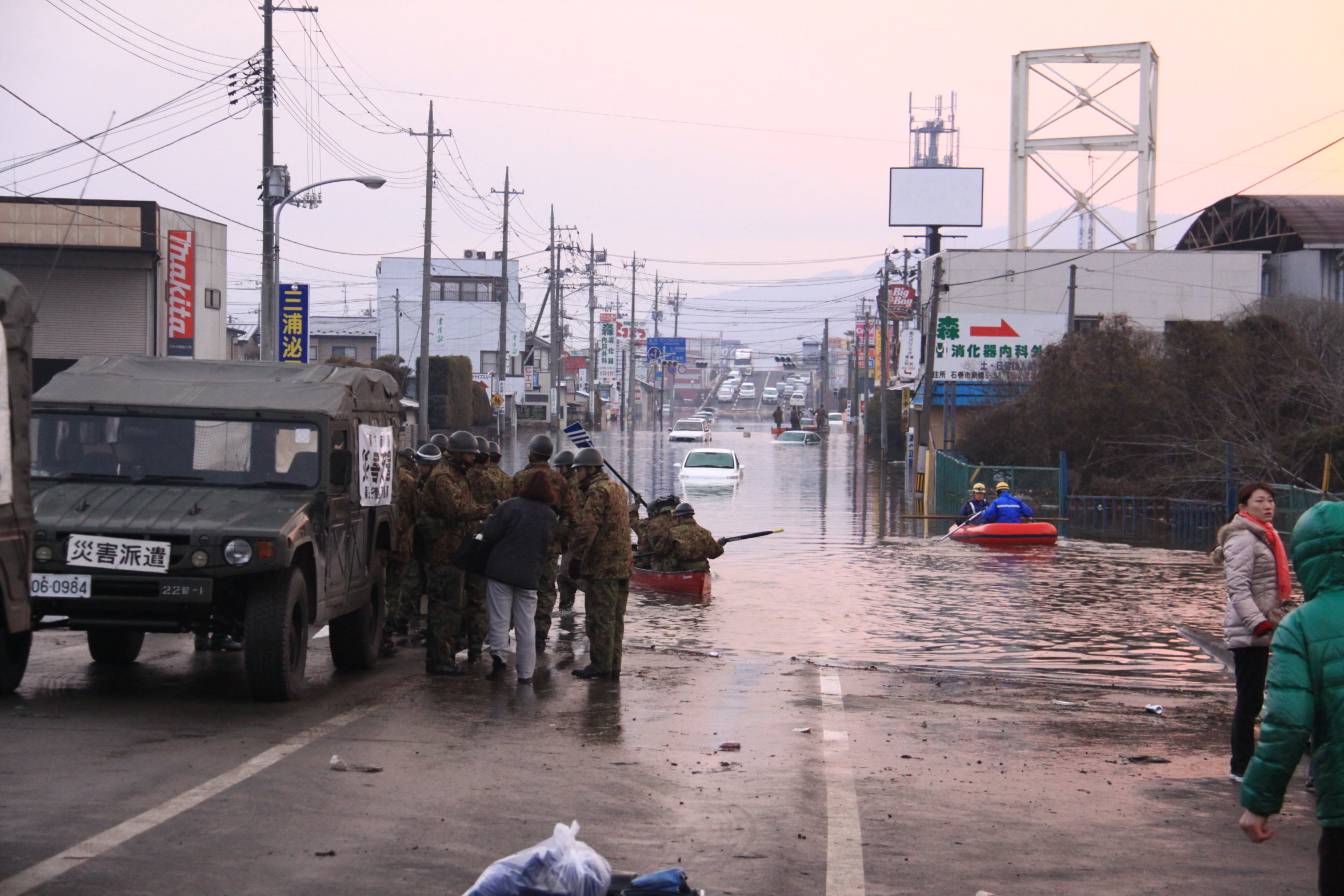
東日本大震災による津波で水没した石巻市内に展開する陸上自衛隊
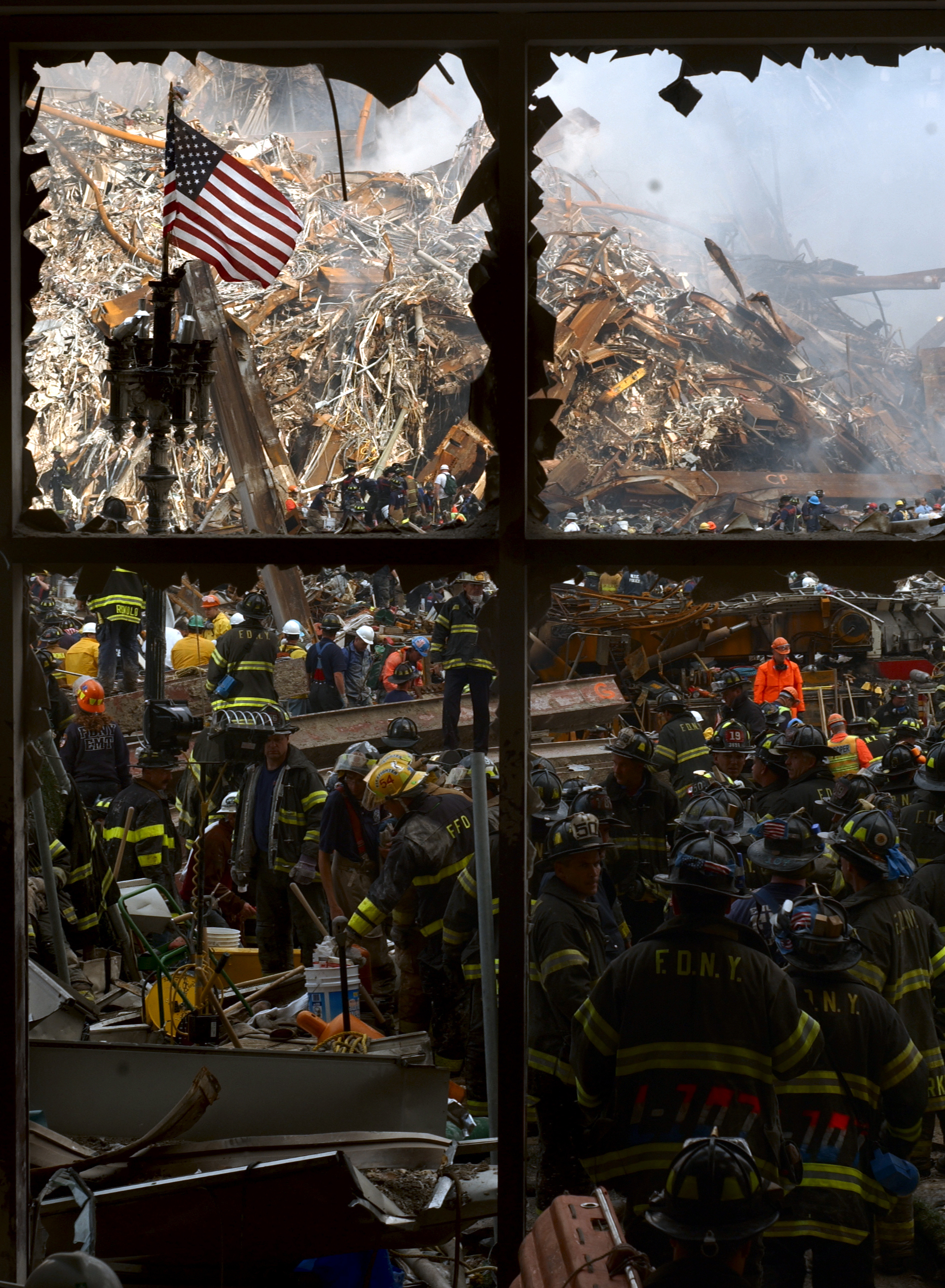
アメリカ同時多発テロ事件 世界貿易センタービル（WTC）で活動する消防隊員
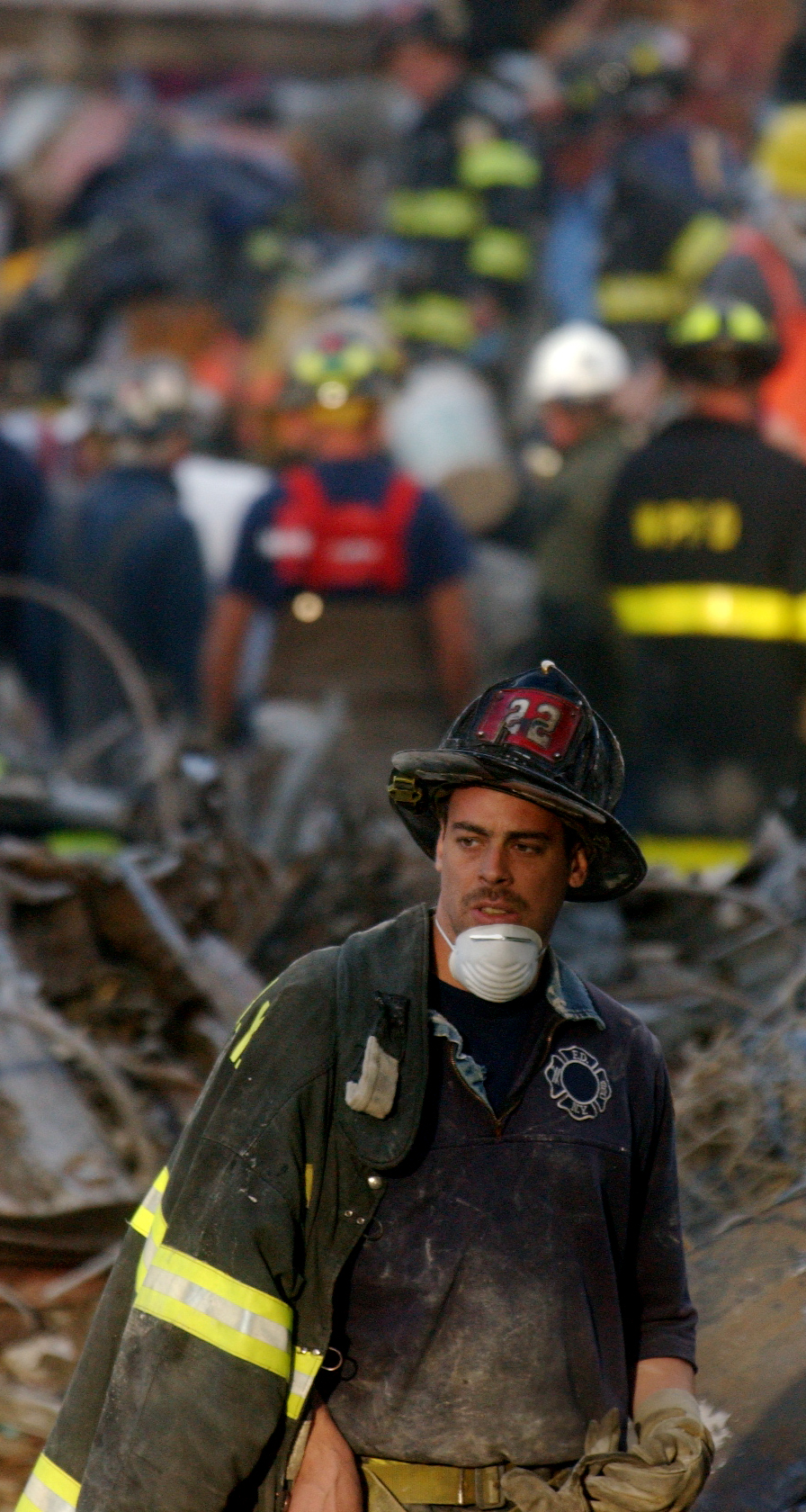
WTCで活動する消防隊員

### 戦闘における捜索救難
戦闘捜索救難（英語: Combat Search and Rescue: CSAR）は戦時下において、前線もしくは敵の勢力圏内に不時着した航空機の乗員を捜索し救出することである。例えば米空軍の場合はこの任務には通常、医療資格と空挺資格を持ち、更に選抜され特殊部隊隊員と同等の訓練を経て資格を得た専門の戦闘救難員(パラジャンパー、Para Jumper PJ)が充てられる。これは救助に当たっては天候地形昼夜を問わず一刻を争う状況に対応するためである。また状況に応じて特殊部隊員がこの任に充てられたりサポートする場合も少なくない。不時着した乗員に対する敵方の捜索以前に救出することが求められ、作戦には救出を阻止する敵と交戦する状況もある。ただしほとんどの場合は交戦規定により極力戦闘は避け、武力の行使は自衛と救出活動の遂行にやむを得ない場合のみとされる。
戦闘捜索救難任務を行う航空機にはヘリコプターが主に用いられるが、各種固定翼機の支援を受けることが普通である。救難ヘリコプターは全天候かつ昼夜地形を問わず任務を遂行することが要求されるため、夜間暗視装置や赤外線探知装置、地形追従レーダー等が装備されるなど夜間や低空における飛行能力を強化しているほか、空中給油能力を備えるものもある。
日本では航空自衛隊の航空救難団救難隊がその役割を担っている。
2019年10月より海上自衛隊でも航空救難隊から選抜で戦闘救難員相当の育成が始まっており、近い将来、救難隊の組織改編が行われる予定である。
戦闘捜索救難に使われている、または使われていた西側の主な航空機は以下のとおりである:
- HH-3E ジョリー・グリーン・ジャイアント
- HH-53B/C スーパー・ジョリー・グリーン
- HH-60 ペイブ・ホーク
- CH-47 チヌーク
- ユーロコプター AS 532
- UH-60J ブラックホーク（航空自衛隊仕様）

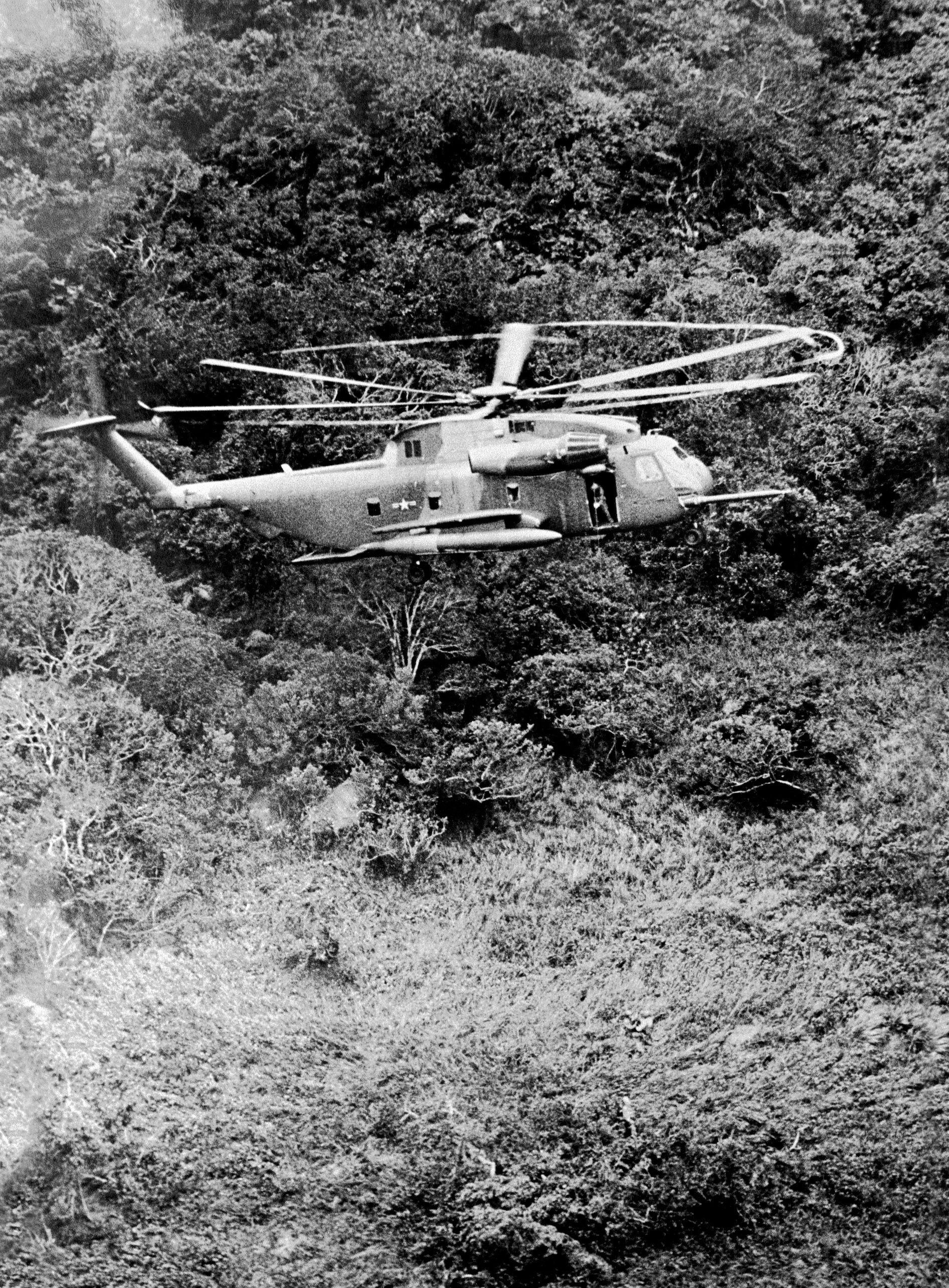
1967年、戦闘捜索救難の任務中のHH-53C スーパー・ジョリー・グリーン・ジャイアント
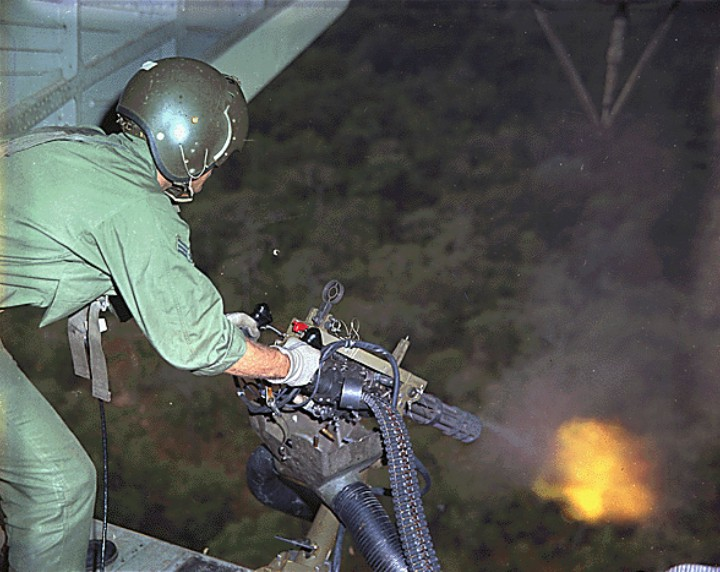
HH-3E ジョリー・グリーン・ジャイアントの機内からミニガンを用いてランデブーポイント付近の敵掃討を行うクルー
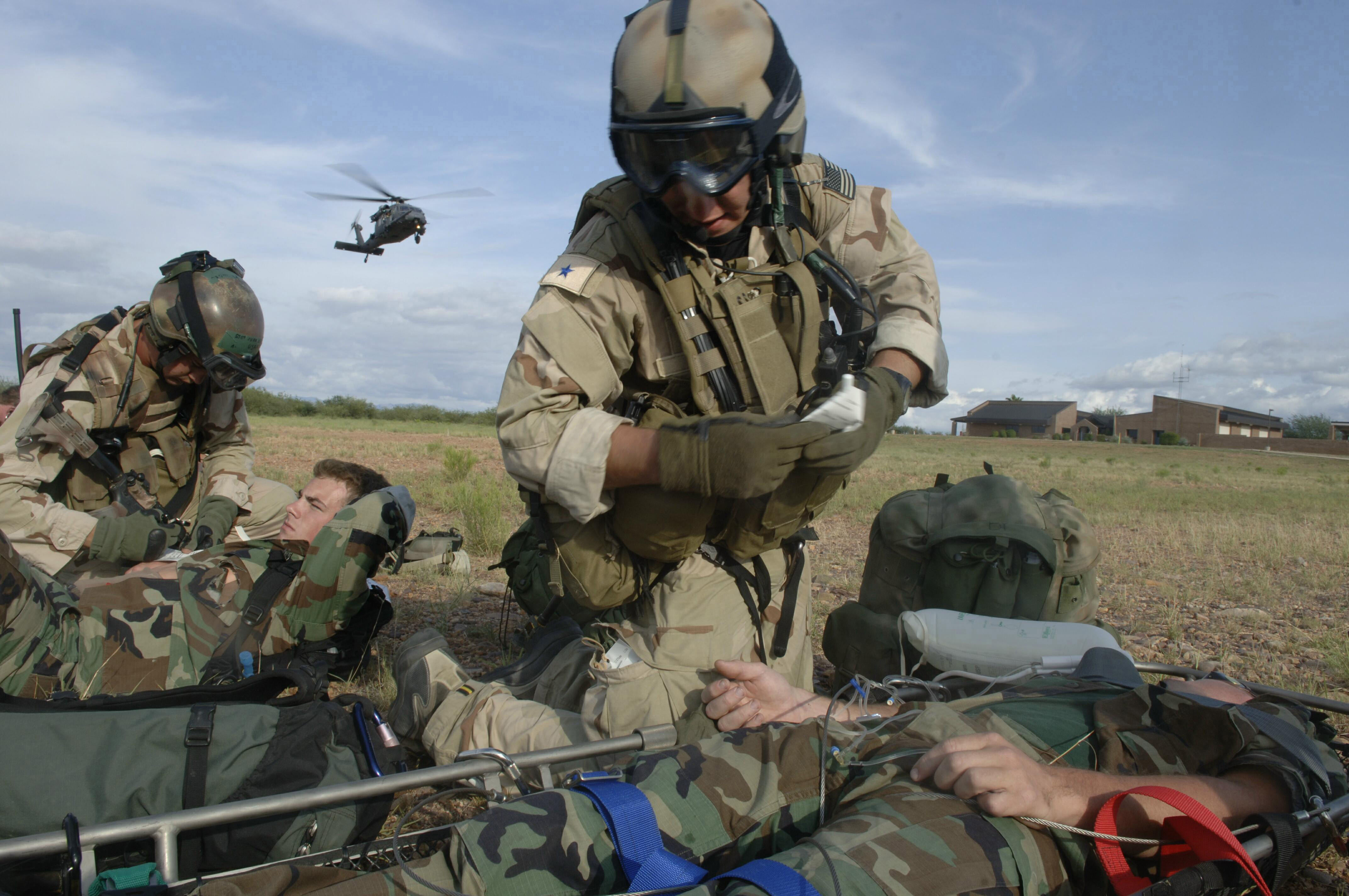
担架に乗った兵士に応急処置を施すアメリカ空軍のパラジャンパー
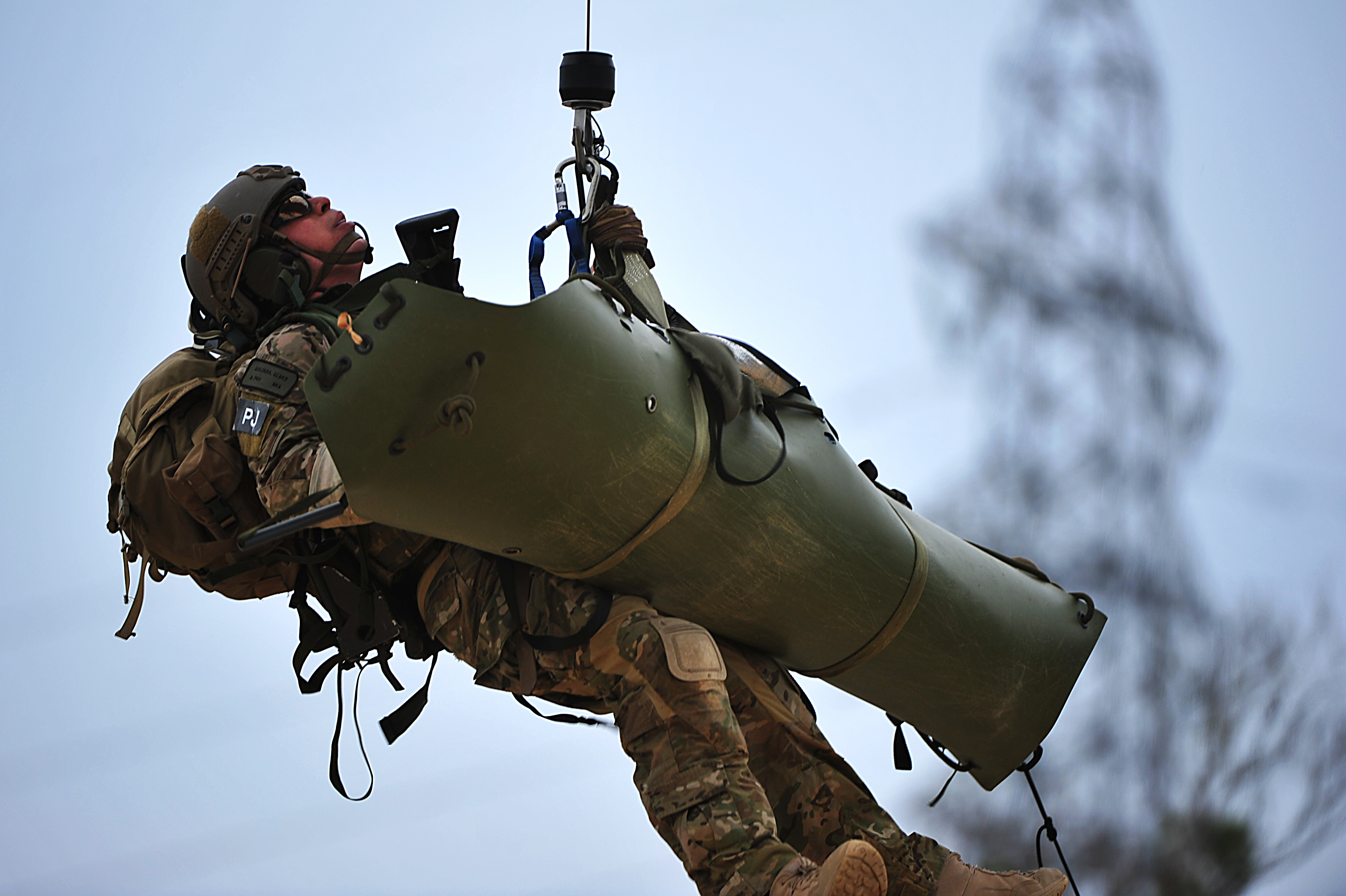
負傷者を乗せた担架と共にウインチで上昇するパラジャンパー
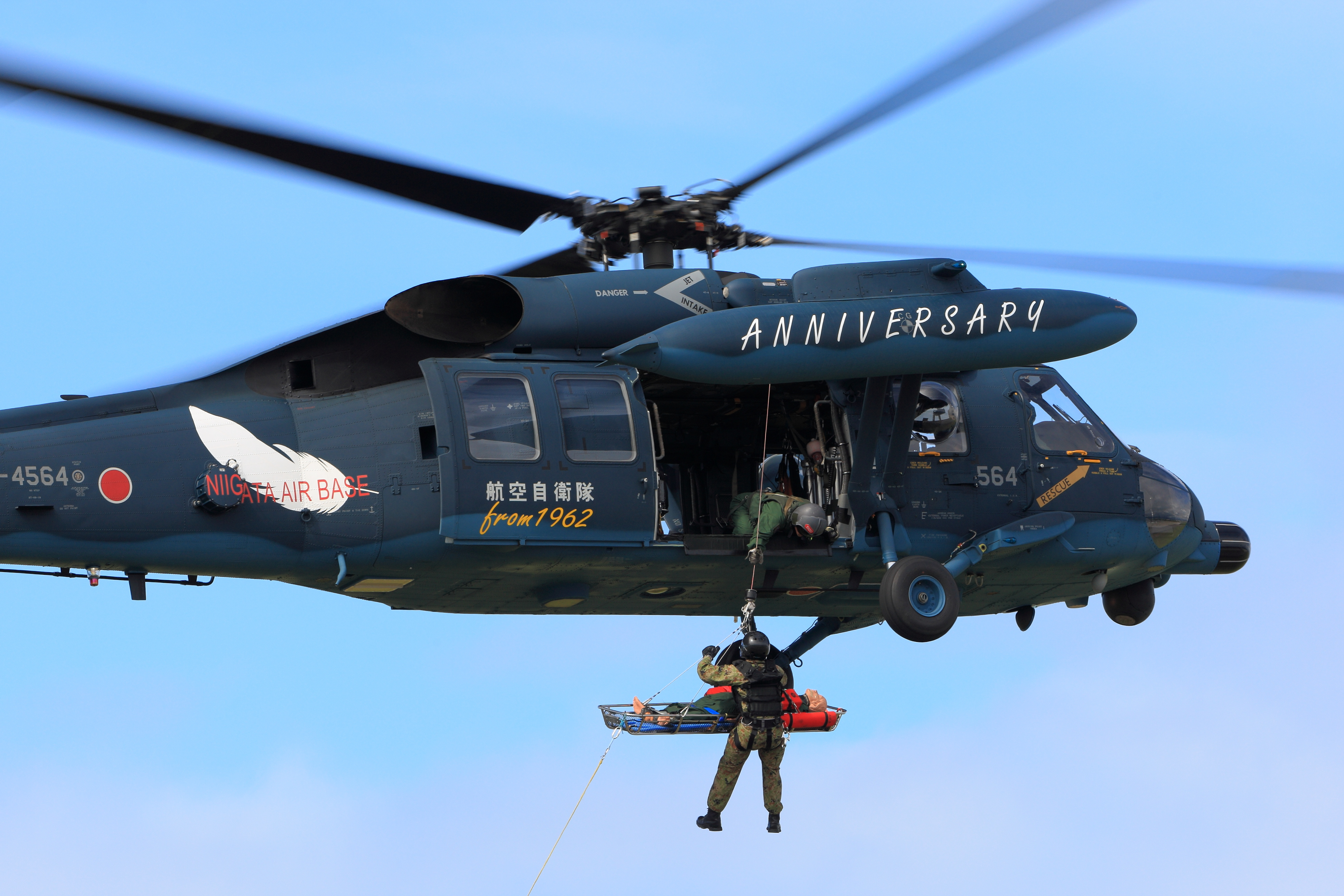
UH-60Jによる負傷者救助の訓練
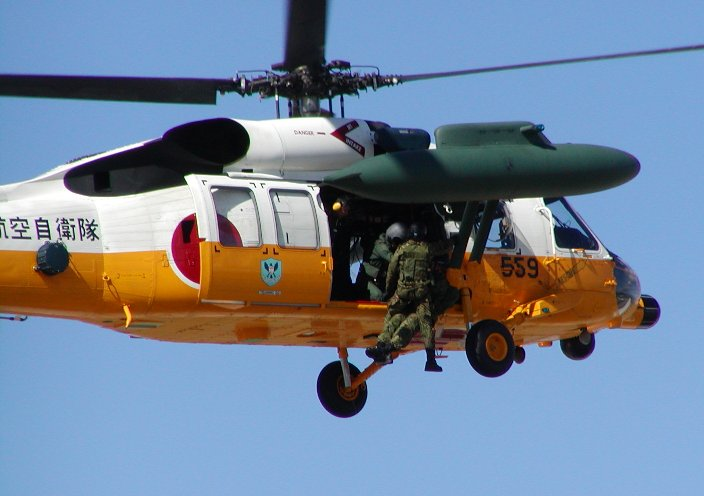
負傷者を救助し救難機に収容する際の様子

### 水難救助

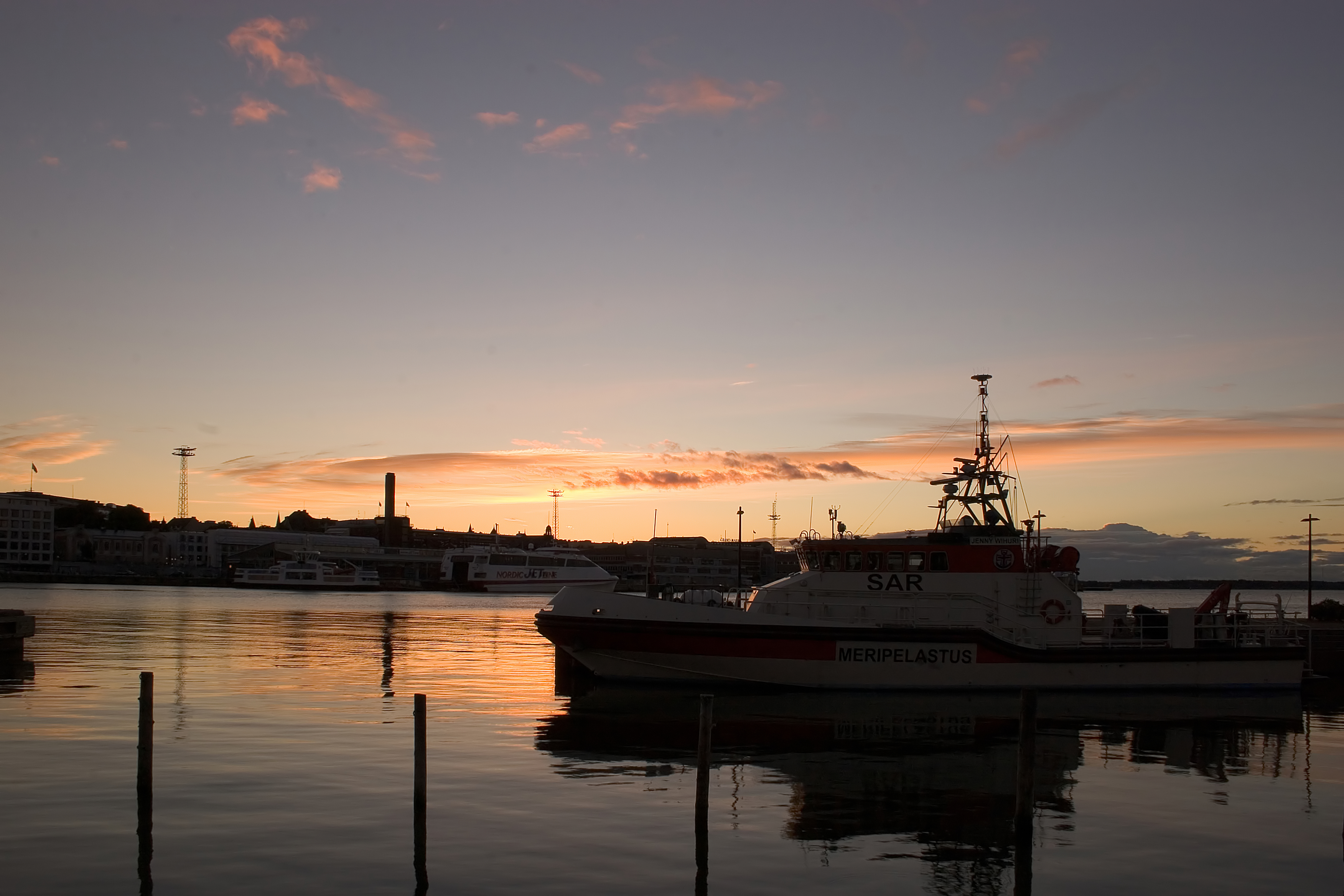
夕暮れのSAR艦艇

水難救助、または空海救助(ASR)とは海難事故等に遭遇した水上の人物を救助することである。
日本においては、民間機の航空機救難は、国土交通省東京空港事務所長の要請により主に航空自衛隊航空救難団救難隊が出動している。また、海上部においては海上保安庁、平野部・山岳部・河川部は警察と消防の水難救助隊、沿岸部・港湾部は海上保安庁、警察、消防が担う。これらの機関が対処困難であったり、要請された場合には、災害派遣要請を受けた航空自衛隊や海上自衛隊の捜索救難部隊なども救助活動に加わる。また、緊急を要する場合や都道府県知事の要請があれば、同様に自衛隊の部隊が投入される。

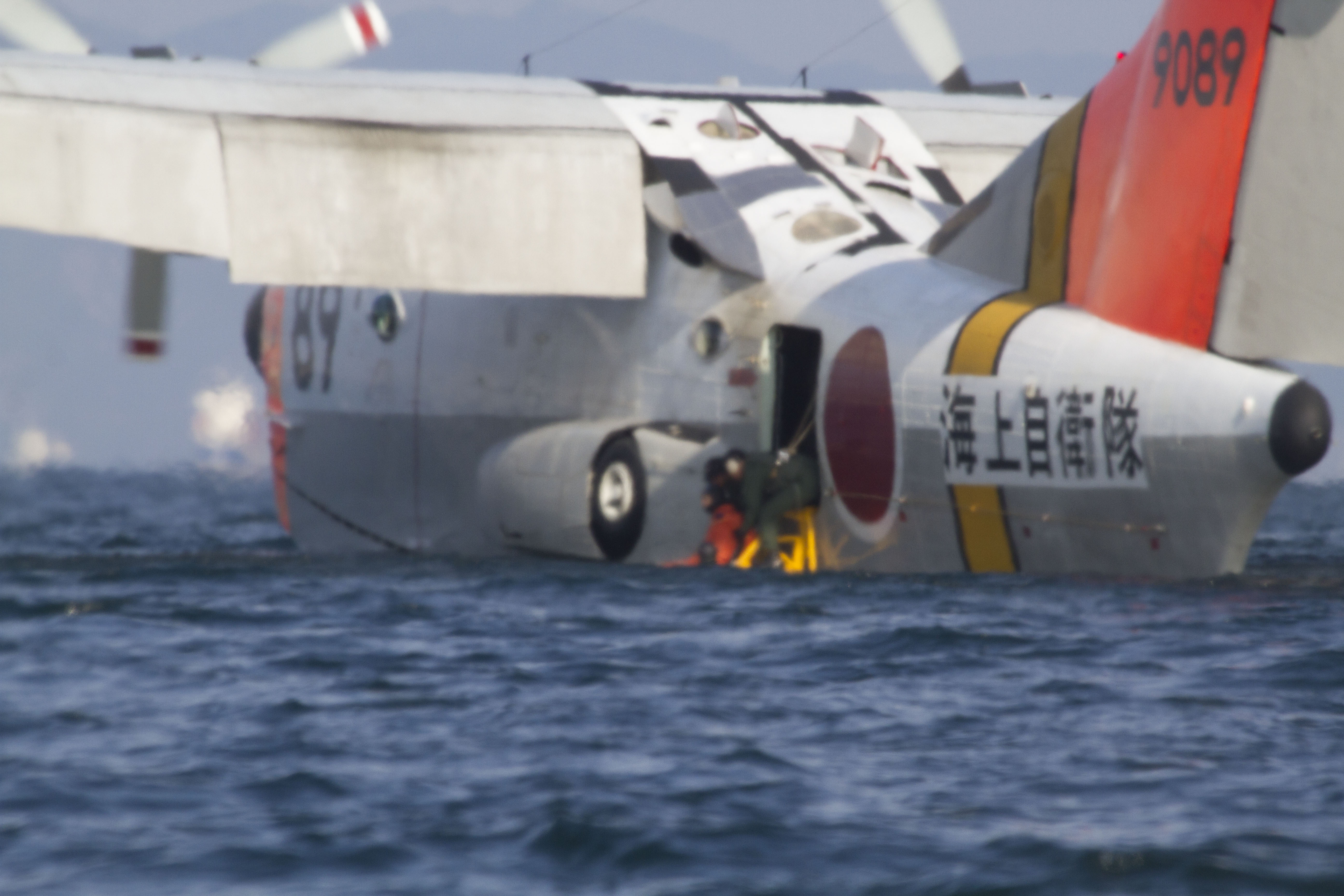
US-1飛行艇を用いた海難救助訓練
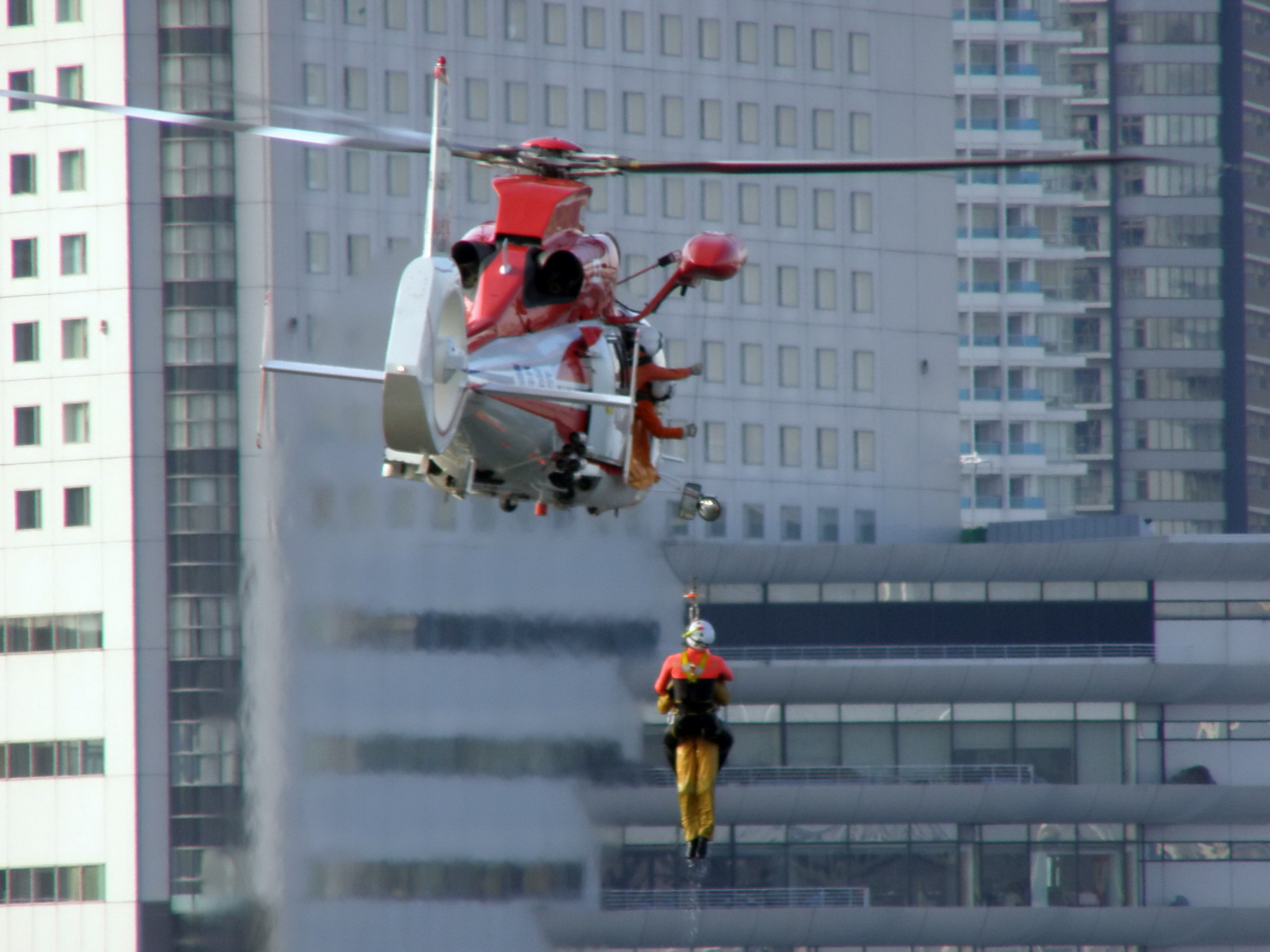
横浜市消防局の消防ヘリコプターによる水難救助